# Структура на пазара
В икономиката под структура на пазара най-общо се разбира броят на фирмите, които произвеждат идентични продукти, които са хомогенни. Типовете пазарна структура включват:
- Монополистична конкуренция, също наричана конкурентен пазар, където има голям брой фирми, всяка от които има малка част от пазарния дял и донякъде различни продукти [1].
- Олигопол, при който пазарът е доминиран от малък брой фирми, които заедно контролират основната част от пазарния дял.
  - Дуопол, специален случай на олигополия с 2 фирми.
- Монопсония, когато има само един купувач на пазара.
- Олигопсония, пазар, при който при множество налични продавачи може да има само няколко купувача.
- Монопол, при който има само един доставчик на продукт или услуга.
  - Естествен монопол
- Съвършена конкуренция

Структурата на пазара може да се дефинира и като описание на поведението на фирмите в дадена индустрия или пазар :
1. действия, които са на разположение на тази фирма, като избор на цени, определяне на количеството, капацитет на продукция, определяне на локации, и т.н.
2. брой на фирмите в индустрията, дали този брой е фиксиран и дали има достъп за нови попълнения
3. фирмени очаквания, относно броя на конкурентните фирми и нови участници на пазара